# Cristelo (Paredes de Coura)
Cristelo é uma povoação portuguesa do Município de Paredes de Coura, inserida na área de Paisagem Protegida do Corno do Bico, que foi sede da extinta Freguesia de Cristelo, freguesia que tinha 2,60 km² de área e 317 habitantes (2011), e, por isso, uma densidade populacional de 121,9 h/km².
A Freguesia de Cristelo foi extinta (agregada) pela reorganização administrativa de 2012/2013, tendo o seu território sido agregado ao da Freguesia de Bico para criara a União das Freguesias de Bico e Cristelo, territorialmente contínua.

Era uma das poucas freguesias portuguesas territorialmente descontínuas, consistindo em duas partes de extensão diferente: a parte principal (80% do território da freguesia) e um exclave (lugar de Espadanal) a sul, quase encravado na freguesia de Castanheira, não fosse uma pequena confrontação a leste com a antiga freguesia de Bico.

## População
| População da freguesia de Cristelo | População da freguesia de Cristelo | População da freguesia de Cristelo | População da freguesia de Cristelo | População da freguesia de Cristelo | População da freguesia de Cristelo | População da freguesia de Cristelo | População da freguesia de Cristelo | População da freguesia de Cristelo | População da freguesia de Cristelo | População da freguesia de Cristelo | População da freguesia de Cristelo | População da freguesia de Cristelo | População da freguesia de Cristelo | População da freguesia de Cristelo |
| ---------------------------------- | ---------------------------------- | ---------------------------------- | ---------------------------------- | ---------------------------------- | ---------------------------------- | ---------------------------------- | ---------------------------------- | ---------------------------------- | ---------------------------------- | ---------------------------------- | ---------------------------------- | ---------------------------------- | ---------------------------------- | ---------------------------------- |
| 1864                               | 1878                               | 1890                               | 1900                               | 1911                               | 1920                               | 1930                               | 1940                               | 1950                               | 1960                               | 1970                               | 1981                               | 1991                               | 2001                               | 2011                               |
| 374                                | 405                                | 393                                | 441                                | 458                                | 486                                | 560                                | 573                                | 569                                | 549                                | 507                                | 405                                | 380                                | 352                                | 317                                |

| Distribuição da População por Grupos Etários | Distribuição da População por Grupos Etários | Distribuição da População por Grupos Etários | Distribuição da População por Grupos Etários | Distribuição da População por Grupos Etários | Distribuição da População por Grupos Etários | Distribuição da População por Grupos Etários | Distribuição da População por Grupos Etários | Distribuição da População por Grupos Etários | Distribuição da População por Grupos Etários |
| -------------------------------------------- | -------------------------------------------- | -------------------------------------------- | -------------------------------------------- | -------------------------------------------- | -------------------------------------------- | -------------------------------------------- | -------------------------------------------- | -------------------------------------------- | -------------------------------------------- |
| Ano                                          | 0-14 Anos                                    | 15-24 Anos                                   | 25-64 Anos                                   | > 65 Anos                                    |                                              | 0-14 Anos                                    | 15-24 Anos                                   | 25-64 Anos                                   | > 65 Anos                                    |
| 2001                                         | 45                                           | 53                                           | 178                                          | 76                                           |                                              | 12,8%                                        | 15,1%                                        | 50,6%                                        | 21,6%                                        |
| 2011                                         | 40                                           | 26                                           | 170                                          | 81                                           |                                              | 12,6%                                        | 8,2%                                         | 53,6%                                        | 25,6%                                        |

Média do País no censo de 2001:  0/14 Anos-16,0%; 15/24 Anos-14,3%; 25/64 Anos-53,4%; 65 e mais Anos-16,4%

## Reforma Administrativa (2013)

Antigas freguesias que deram origem à União das Freguesias de Bico e Cristelo (Paredes de Coura).

## Historia
No catálogo das igrejas pertencentes ao bispado de Tui, que se situavam no território de Entre Lima e Minho, mandado elaborar pelo rei D. Dinis em 1320, fazia parte do arcediagado de Cerveira, com o nome de «Sancti Michaellis de Crastelo». Foi-lhe atribuída nesse ano a taxa de 30 libras.
Em 1444, as terras de Coura passaram para o bispado de Ceuta. Quando, em princípios do século XVI, as freguesias de Entre Lima e Minho foram incorporadas na diocese de Braga, D. Diogo de Sousa mandou avaliar os 140 benefícios da comarca eclesiástica de Valença, São Miguel de Cristelo tinha nessa época de rendimento 23 réis e 14 alqueires de pão meado. Pertencia ao julgado de Coira e Fraião.
Em 1546, no Memorial feito no tempo de D. Manuel de Sousa, estava enquadrada na Terra de Coura, rendendo 20 mil réis. O Censual de D. Frei Baltasar Limpo, na cópia de 1580, estudada pelo P. Avelino Jesus da Costa no seu trabalho "A, Comarca Eclesiástica de Valença do Minho", refere que São Miguel de Cristelo era num terço da apresentação de Ganfei e nos restantes do visconde de Vila Nova de Cerveira, em virtude de uma doação que lhe fora feita e confirmada.
Em termos administrativos pertencia, em 1839, ao concelho de Monção e, em 1852, ao de Valença. Em 1878 aparece na comarca e julgado de Paredes de Coura.